# 王寿森
王寿森（1947年1月—2022年8月24日），男，陕西安康人，中华人民共和国政治人物，曾任陕西省人民政府副省长、党组成员，陕西省政协副主席。